# 許邦興
許邦興（1575年—1613年），字昌明，號泰峰，直隶大名府魏县人，明朝政治人物。

## 生平
萬曆二十五年（1597年）丁酉科顺天乡试举人，三十五年丁未科进士，刑部观政，本年六月授山东阳信县知县，三十九年补乐安县知县，四十一年调莱阳县，卒。

## 家族
曾祖許龍。祖父許瓒。父許良才。母张氏。具庆下。兄邦彦、邦士、邦翰。